# Авелар, Амелия Эрнестина
Амелия Эрнештина Авелар Сезар Рибейру, (1 мая 1848, Мадалена, Остров Пику, — 13 октября 1886, Ангра-ду-Эроижму) — португальская поэтесса
Дочь Жозе Инасиу Суареаш да Авелара и Марии-Авроры де Авелар. Амелия принадлежала к так называемой «романтической школе» конца XIX века, литературному течению конца века. Её стихи имели сентиментальный характер. Они отражают, в основном, её время и дорогие её сердцу острова. Она оставила рукописную книгу под названием «Поэтические очерки», в которую входит одно из её самых изящных стихотворений O meu Pico. В 1870 году сочинения Flor de Giesta, Canto da Noite, A Saudade и Longa da Pátria e o Mar были изданы в журнале «Файал».

## Оценки творчества
Поэт Озориу Гуларт так пишет в своей работе: 
Она была поэтессой, которая блестяще использовала литературное наследие своего времени…

Писатель Эрнешту Ребелу, который был современником Амелии Авелар, в книге «Заметки с Азорских островов» так оценивал поэтессу: 
Её стихи вдохновляют самые сладкие чувства жизни и, возможно, даже великолепные панорамы, которые природа предлагает на этом вулканическом острове.
Профессор Руй Галван де Карвалью, обращаясь к ней, говорит: «Ваши стихи показывают душу, наделенную самыми нежными чувствами».